# NGC 5007
NGC 5007 (również PGC 45605 lub UGC 8240) – galaktyka eliptyczna (E-S0), znajdująca się w gwiazdozbiorze Wielkiej Niedźwiedzicy. Odkrył ją William Herschel 19 marca 1790 roku.